# كيسة الضفيرة المشيمية
أكياس الضفيرة المشيمية هي أكياس تحدث داخل الضفيرة المشيمية في الدماغ. وهي النوع الأكثر شيوعًا من الأكياس داخل البطين،تحدث في 1% من حالات الحمل.يُعتقد أن العديد من البالغين لديهم كيس واحد أو أكثر من أكياس الضفيرة المشيمية الصغيرة.قد ينُشئ دماغ الجنين هذه الأكياس كجزء طبيعي من التطور. وهي مؤقتة وعادة ما تختفي بحلول الأسبوع الثاني والثلاثين من الحمل.
أكياس الضفيرة المشيمية هي سبب نادر لاستسقاء الرأس المتقطع. يحدث هذا بسبب انسداد الثقوب داخل نظام تصريف البطين في الجهاز العصبي المركزي، مما قد يؤدي إلى توسع البطينين، وضغط الدماغ (لا يمكن للتجويف القحفي أن يتوسع لاستيعاب زيادة حجم السوائل) وربما يتسبب في تلف.

## علم الأمراض
يحتوي المخ على جيوب أو فراغات تسمى البطينات مع طبقة إسفنجية من الخلايا والأوعية الدموية تسمى الضفيرة المشيمية. توجد هذه في منتصف دماغ الجنين. تؤدي الضفيرة المشيمية وظيفة مهمة تتمثل في إنتاج السائل النخاعي الشوكي. يملأ السائل الذي تنتجه خلايا الضفيرة المشيمية البطينات ثم يتدفق حول المخ والحبل الشوكي لتوفير وسادة من السائل حول هذه الهياكل.[بحاجة لمصدر]
يمكن أن تتكون الخلايا المشيمية داخل هذا الهيكل وتأتي من سائل محاصر داخل هذه الطبقة الإسفنجية من الخلايا، تمامًا مثل فقاعة الصابون أو البثور. غالبًا ما تسمى الخلايا المشيمية "علامات ناعمة" أو "علامات" الموجات فوق الصوتية للجنين لأن بعض الدراسات وجدت ارتباطًا ضعيفًا بين الخلايا المشيمية وتشوهات الكروموسومات الجنينية.[بحاجة لمصدر]
عادة ما تكون أكياس الضفيرة المشيمية بدون أعراض وتختفي بحلول الأسبوع 26 إلى 28 من الحمل. ومع ذلك، يمكن أن تسبب الأكياس الكبيرة استسقاء الرأس.

## الأسباب الجينية
هناك ارتباط محتمل بين أكياس المشيمة الجنينية التي تم اكتشافها بالموجات فوق الصوتية ومتلازمة داون. ولا يرتبط هذا الارتباط بوجود متلازمة داون. لذلك، غالبًا ما يُنصح بالاستشارة الوراثية لتوفير مزيد من المعلومات حول أكياس المشيمة الجنينية، والإجابة على الأسئلة والمخاوف، وتحديد الخيارات المتاحة مثل بزل السلى أو فحص الدم من الأم.
بشكل عام، تكون المخاطر منخفضة للغاية إذا لم تكن هناك عوامل خطر أخرى. إذا لم يتم اكتشاف أي تشوهات إضافية بواسطة الموجات فوق الصوتية الشاملة "من المستوى الثاني"، فإن احتمالية إصابة الجنين بمتلازمة داون منخفضة للغاية.[بحاجة لمصدر]
تحليل تلوي لثماني دراسات أجريت بين عامي 1990 و2000 مع أكياس الضفيرة المشيمية التي تم تحديدها في الثلث الثاني من الحمل (معدل حدوث 1.2%). كان معدل حدوث الأكياس لدى النساء الأصغر من 35 عامًا 1% (ن=1017). لم تجد الدراسة أي حالات من متلازمة التثلث الصبغي 18 في الأجنة التي تعاني من التكيسات والتي كانت أمهاتها أصغر من 35 عامًا. وخلصت الدراسة إلى أنه "لا يوجد دليل على أن اكتشاف كيس الضفيرة المشيمية المعزول لدى النساء اللاتي تقل أعمارهن عن 35 عامًا يزيد من خطر الإصابة بمتلازمة التثلث الصبغي 18".
تشمل العوامل الأخرى التي قد تؤثر على فرص إصابة الطفل بمشاكل الكروموسومات ما يلي::[بحاجة لمصدر]
عمر الأم في تاريخ الولادة المتوقع
نتائج فحص المصل؛ اختبار XAFP الثلاثي أو الفحص الرباعي
دليل على "نتائج الجنين" الأخرى التي شوهدت في وقت الموجات فوق الصوتية والتي قد تشير إلى وجود مشكلة في الكروموسومات